# 長崎市立仁田小学校
長崎市立仁田小学校（ながさきしりつ にたしょうがっこう、Nagasaki City Nita Elementary School）は、長崎県長崎市西小島二丁目にあった公立小学校。
2016年（平成28年）3月末をもって閉校し、校区の隣接する佐古小学校と統合の上、仁田佐古小学校が設置された。

## 概要
歴史
1902年（明治35年）に開校した「仁田尋常小学校」を前身とする。
校訓
「夢いっぱい あこがれいっぱい チャレンジ仁田っ子」
校章
長崎港を象徴する鶴の絵を背景にして、中央に校名の「仁」の文字を置いている。
校歌
2番まであり、2番に校名の「仁田」が登場する。
校区
西小島2丁目（1番、2番を除く）、稲田町、中新町、椎の木町（11番～15番、16番30号～40号、17番11号、17番15号、17番18号、18番）、上小島4丁目（21番、22番）、丸山町（2番13号～20号）、中小島1丁目、中小島2丁目、高丘1丁目（5番14号～22号、6番13号～16号、7番、8番10号～17号を除く）、高丘2丁目、南町（14番1号～3号、15番30号～33号を除く）、南が丘町、八景町（1番15号～17号を除く）、星取1丁目、星取2丁目。
中学校区は長崎市立大浦中学校。

## 沿革
- 1902年（明治35年）2月1日 - 長崎市小島郷仁田頭（現・西小島）に「仁田尋常小学校」が開校。
  - 木造2階建ての校舎（12教室）が完成。尋常科3年生までの662名の児童を収容。（そのうち140名は小島尋常小学校から受け入れる。）
- 1903年（明治36年）4月 - 尋常科4年生までの731名の児童を収容。
- 1908年（明治41年）4月 - 前年1907年（明治40年）の小学校令改正を受け、5年生2学級を増設。（尋常小学校（尋常科）6年間が義務教育となる。）
- 1909年（明治42年）4月 - 6年生2学級を増設。
- 1921年（大正10年）3月 - 高等科を併設し、「仁田尋常高等小学校」と改称。2階建て校舎（4教室）を増設。
- 1927年（昭和2年）3月 - 創立25周年を記念し、校歌を制定。
- 1941年（昭和16年）4月1日 - 国民学校令により、「長崎市仁田国民学校」と改称。初等科（尋常科より改称、修業年限6ヶ年）と高等科（修業年限2ヶ年）を設置。
- 1943年（昭和18年）4月1日
  - 上大浦国民学校（初等科）の廃止により、児童約300名を受け入れる。
  - 高等科を廃止し、新設の大浦国民学校[1]に高等科の児童を移す。
- 1945年（昭和20年）8月9日 - 長崎市への原子爆弾投下により、校舎の屋根が大破し、降雨期は授業中止を余儀なくされる。
- 1947年（昭和22年）4月1日 - 学制改革（六・三制の実施）により、旧・国民学校初等科が改組され、「長崎市立仁田小学校」（現校名）となる。
- 1950年（昭和25年）1月12日 - 佐古招魂社[2]境内に鉄筋コンクリート造校舎工事を起工。
- 1953年（昭和28年）2月28日 - 第2期工事（19教室）が完成。
- 1955年（昭和30年）3月 - 第3期工事（6教室・管理室・玄関）が完成。
- 1958年（昭和33年）3月 - 第4期工事（3教室・階段）が完成。
- 1959年（昭和34年）3月8日 - 第5期工事（理科室）が完成。
- 1963年（昭和38年）12月21日 - 校舎と運動場を結ぶ陸橋が完成。
- 1969年（昭和44年）火災が発生し、用務員室・当直室が焼失。
- 1973年（昭和48年）
  - 5月 - 体育館が完成。
  - 7月31日 - プールが完成。
- 1975年（昭和50年）9月 - 家庭科調理室が完成。
- 1988年（昭和63年）体育館床全面改修工事。トーテムポールを設置。
- 1995年（平成7年）8月18日 - パソコンを新設。
- 1998年（平成10年）8月31日 - 図書室を新設。
- 1999年（平成11年）3月29日 - 校舎3階にトイレを設置。
- 2001年（平成13年）8月13日 - インターネットに接続完了。
- 2002年（平成14年）2月1日 - 創立100周年記念式典を挙行。
- 2003年（平成15年）4月1日 - 特別支援学級「にこにこ学級」を開設。
- 2016年（平成28年）
  - 2月7日 - 閉校記念式典を挙行。
  - 3月31日 - 佐古小学校との統合により、閉校。
    - 新設校の名称は「仁田佐古小学校」[3]。
    - 閉校後、現佐古小学校校舎は解体され、その跡地に新校舎が建設される[4]。
    - 児童は現・仁田小学校校舎に収容され、新校舎が完成するまでの間使用される[4]。
    - 新校舎完成後、児童は仁田小学校校舎から新校舎に移り、仁田小学校校舎が解体される予定[4]。

## 著名な出身者
- 吉田麻也（プロサッカー選手、プレミアリーグ・サウサンプトンFC所属）
- 吉田修一（小説家、第124回（2002年上半期）芥川龍之介賞受賞）

## アクセス
最寄りの路面電車停留場
- 長崎電気軌道本線思案橋停留場

最寄りのバス停
- 長崎バス「長崎新地ターミナル」バス停（閉校後に「新地中華街」へ停留所名称変更[5]）
- 長崎バス「思案橋」バス停

最寄りの国道・県道
- 国道324号

## 周辺
- 福建会館
- 唐人屋敷通り
- 長崎市立佐古小学校
- 十善会病院
- 長崎市立仁田保育所
- 緑ヶ丘保育所
- 仁田・佐古地区ふれあいセンター

## 参考資料
- 「市制百年 長崎年表」（1989年（平成元年）4月1日, 長崎市役所）

## 関連事項
- 長崎県小学校の廃校一覧